# Инфантицид
Инфантицид је израз који у најширем смислу означава чин намерног усмрћивања младих потомака од стране одраслих животиња исте врсте. Инфантицид је чедоморство, обично убиство новорођенчета с предумишљајем, обично непосредно по рођењу. Санкционисан је у обичајном праву и свим законодавствима света као најтежи злочин.
Инфантицид је феномен широко распрострањен у животињском свету. Како постоји код човеку блиских сродника примата вероватно је инфантицид код људи постоји од њиховог настанка. Код човека је, судећи према историјским изворима и археолошким и антрополошким истраживањима, био у већој или мањој мери, присутан од почетака људске врсте па до данашњих дана у готово свим људским друштвима. Обично се вршио из економских и религијских мотива, односно као додатни облик природне селекције, тј. елиминације деце за које се сматрало да су ненормална, чудовишна или у неком смислу инфериорна нормалној деци.
Вероватно највеће размере инфантицида у историји забележене су у 20. веку у Другом светском рату и постоје процене да су немачки нацисти убили најмање око 1,5 милиона само јеврејске деце старости испод 15 година. Истовремено на Балкану вероватно су најмасовнији инфантицид извршили хрватски војници који су убили најмање око 20.000 деце старости испод 15 година само у комплексу логора смрти Јасеновца.
Као подврста инфантицида је неонатицид, односно убијање тек рођене деце, те фетицид или убијање нерођене деце. Убијање новорођенчади било је некада раширено међу канадским Ескимима, који су убијали женску децу, и у Јужној Америци код Индијанаца Мбаја.